# Andrzej Cieślar
Andrzej Cieślar (7. dubna 1981, Český Těšín) je český malíř polské národnosti.

## Život
V letech 2002–2006 studoval na Institutu pro umělecká studia Slezské univerzity v Katovicích.
Jeho otcem je architekt Karel Cieślar.